# Юниън (окръг, Айова)
Вижте пояснителната страница за други значения на Юниън.
Окръг Юниън (на английски: Union County) е окръг в щата Айова, Съединени американски щати. Площта му е 1103 km², а населението - 12 309 души (2000). Административен център е град Крестън.